# Lędziny
Lędziny (niem. Lendzin) – miasto w południowej Polsce, na Górnym Śląsku, w województwie śląskim, w powiecie bieruńsko-lędzińskim.
Według danych z 31 grudnia 2021 miasto miało 16 489 mieszkańców.

## Położenie

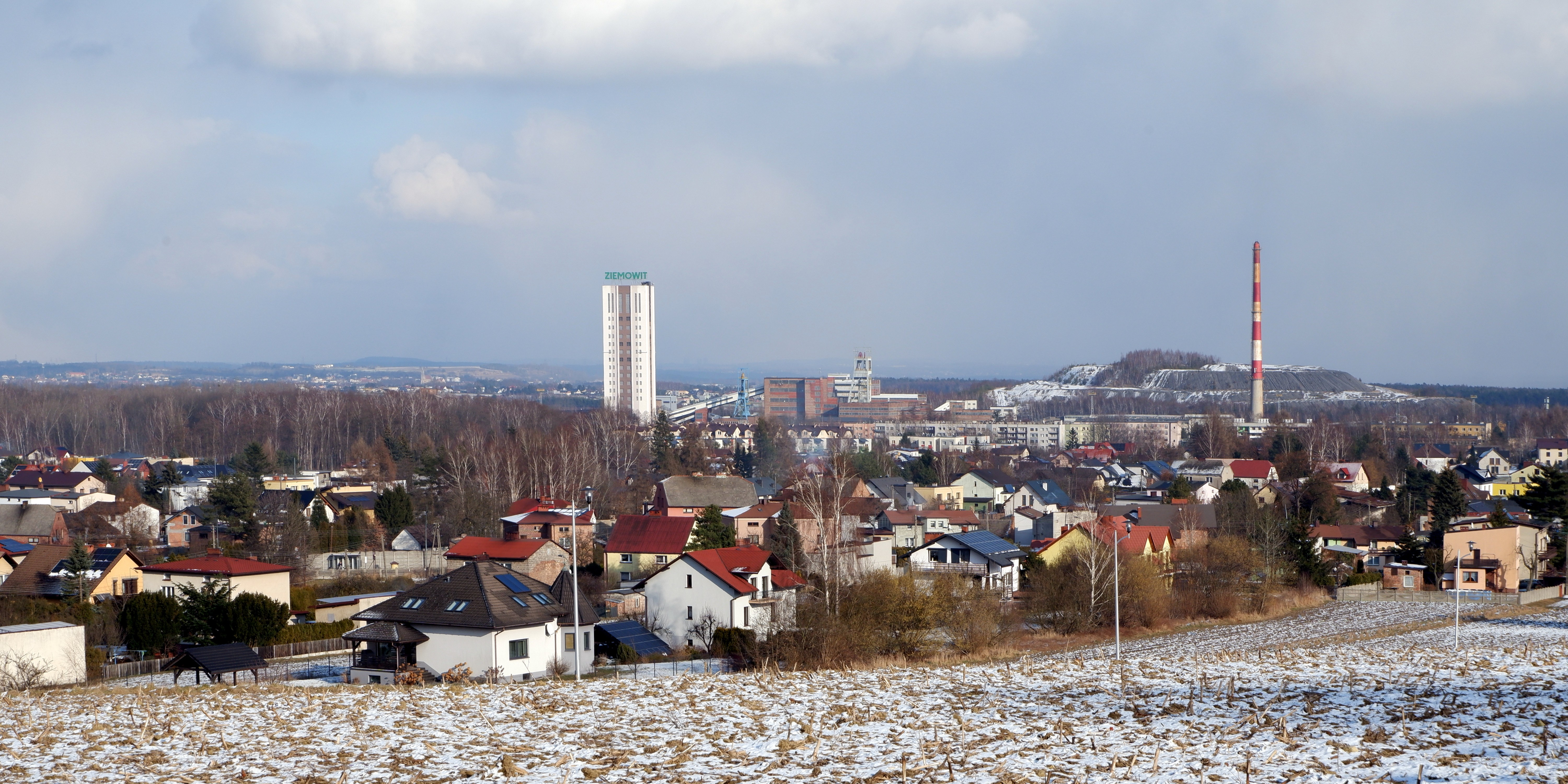
Krajobraz Lędzin – widok ze wzgórza Klimont

Lędziny leżą w południowej Polsce, w środkowo-wschodniej części województwa śląskiego. Centrum miasta wyznaczają współrzędne geograficzne: 19º 07' długości geograficznej wschodniej i 50º 08' szerokości geograficznej północnej.
Miasto oddalone jest w linii prostej: 16 km od centrum Katowic, 8 km od centrum Tychów, 13 km od centrum Oświęcimia, 59 km od centrum Krakowa oraz 267 km od centrum Warszawy. Lędziny graniczą od północy z Katowicami i Mysłowicami, od wschodu z Imielinem i Chełmem Śląskim, od południa z Bieruniem, natomiast od zachodu z Tychami.
Teren Lędzin wchodzi w skład dwóch jednostek fizycznogeograficznych: Wyżyny Śląskiej i Kotliny Oświęcimskiej. Części północno-zachodnia i północna miasta leżą na pograniczu Wyżyny Śląskiej, natomiast południowo-wschodnia część stanowi fragment Kotliny Oświęcimskiej. Fizjograficznie Lędziny położone są na obszarze Pagórów Jaworznickich. Historycznie Lędziny leżą na Górnym Śląsku.
Według danych z 1 stycznia 2013 powierzchnia miasta wynosiła 31,65 km², co stanowi 20,01% powierzchni powiatu. Stawia to miasto na 166. pozycji w Polsce pod względem powierzchni.

## Środowisko naturalne

### Budowa geologiczna
W budowie geologicznej fragmentu Lędzin leżącego w obrębie Wyżyny Śląskiej biorą udział głównie utwory triasowe i karbońskie oraz czwartorzędowe. Fragment miasta jest częściowo wyścielony osadami mioceńskimi oraz plejstoceńskimi. Fragment wchodzący w skład Kotliny Oświęcimskiej jest zbudowany z mioceńskich iłów, piaskowców i łupków, nakrytych piaskami i iłami o genezie czwartorzędowej, a także glinami zwałowymi i piaskami, stanowiącymi rezultat działalności lodowców.

### Rzeźba terenu

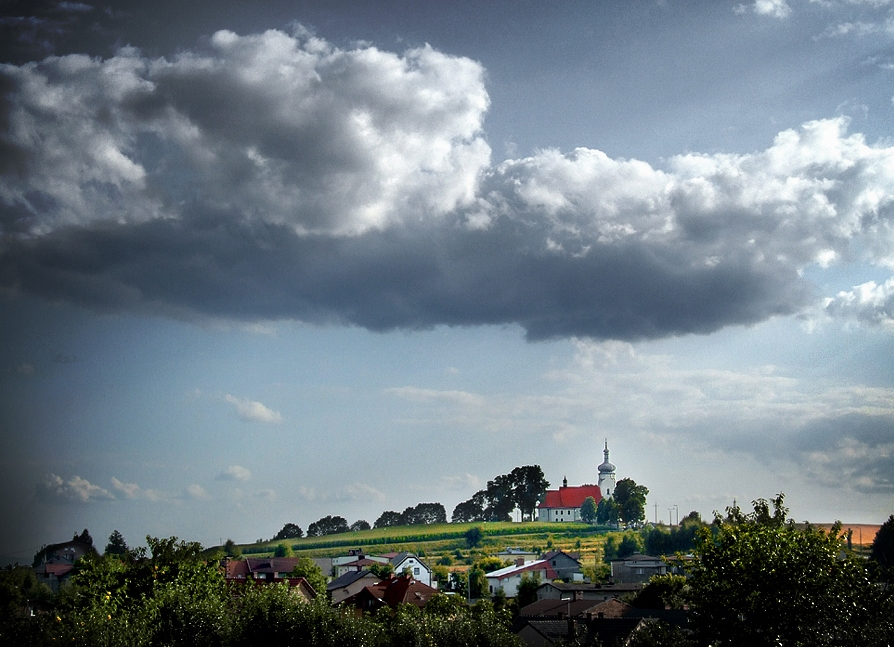
Wzgórze Klimont

Lędziny leżą na obszarze Pagórów Jaworznickich, na terenie urozmaiconym wzgórzami:
- Klimont (302 m n.p.m.[5]/305 m n.p.m.[7])
- Szachta (290 m n.p.m.[7]/296 m n.p.m.[5])
- Strzyżówka (280 m n.p.m.[7]/290 m n.p.m.[5])
- Małkowiec (280 m n.p.m.[7])
- Glinogóra (280 m n.p.m.[7])
- Kępa (273 m n.p.m.[7])
- Wapieńka (272 m n.p.m.[7])

### Wody
Przez obszar Lędzin przebiegają dwa działy wodne drugiego rzędu pomiędzy Mleczną a Przemszą oraz Przemszą a Potokiem Goławieckim. Najważniejszymi ciekami z sieci hydrograficznej są: Przyrwa i Potok Goławiecki, należące do zlewiska Wisły.
Lędziny są odwadniane również systemem małych potoków i rowów, do których zalicza się: Potok Stawowy (lewobrzeżny dopływ Mlecznej), Rów Hołdunowski (lewobrzeżny dopływ Przyrwy), Rów „E” (prawobrzeżny dopływ Potoku Goławieckiego), Rów Lędziński (lewobrzeżny dopływ Przyrwy) oraz Rów Wschodni (lewobrzeżny dopływ Rowu Hołdunowskiego).

### Gleby
Na terenie Lędzin występują przeważnie gleby bielicowe, powstałe z utworów pochodzenia lodowcowego, gleby brunatne, czarne ziemie, rędziny oraz gleby bagienne. Wszystkie gleby występujące na terenie Lędzin są zaliczone do klasy „A”, czyli najmniej skażonych.

### Klimat
| Miesiąc                             | Sty | Lut | Mar | Kwi | Maj | Cze | Lip | Sie | Wrz | Paź | Lis | Gru | Rocznie |
| ----------------------------------- | --- | --- | --- | --- | --- | --- | --- | --- | --- | --- | --- | --- | ------- |
| Średnia temperatura maksymalna [°C] | 0   | +2  | +7  | +13 | +19 | +22 | +23 | +23 | +19 | +14 | +7  | +2  | +12     |
| Średnia temperatura minimalna [°C]  | -7  | -5  | -1  | +3  | +8  | +11 | +12 | +12 | +9  | +4  | 0   | -4  | +3      |
| Opady [mm]                          | 34  | 32  | 34  | 48  | 83  | 97  | 85  | 87  | 54  | 46  | 45  | 41  | 686     |

## Części miasta

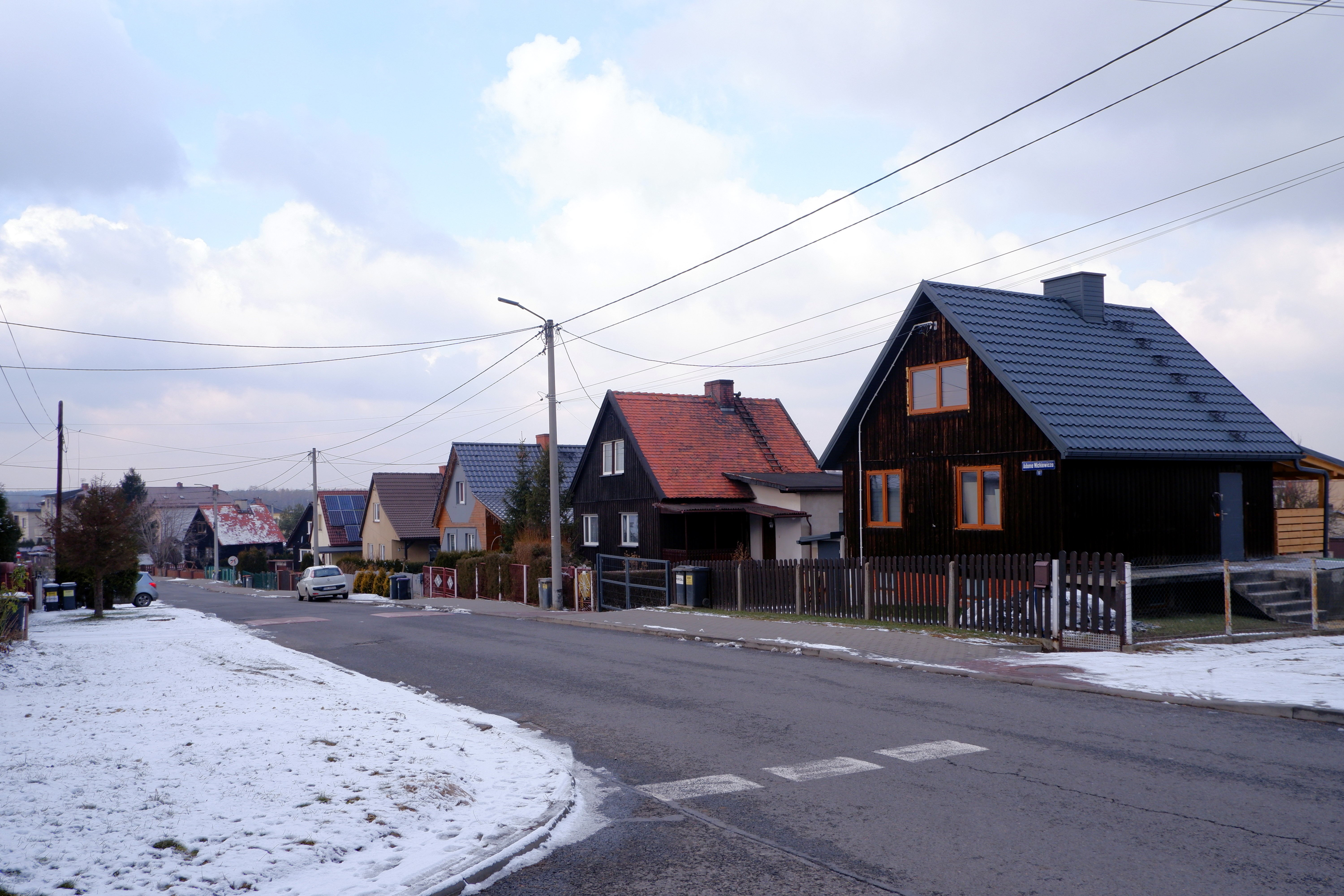
Domki fińskie – charakterystyczna zabudowa Hołdunowa

Lędziny składają się z następujących części:
- Blych
- Centrum
- Goławiec
- Górki
- Hołdunów
- Rachowy
- Ratusz
- Smardzowice
- Świniowy
- Zamoście

Państwowy rejestr nazw geograficznych oprócz powyższych, wymienia także Kolonię Piast.
Lędziny nie posiadają formalnie wyznaczonych dzielnic (jednostek pomocnicznych).

## Demografia
| struktura ludności dane z 31 grudnia 2015 |        |        |         |         |           |           |
| Opis                                      | Ogółem | Ogółem | Kobiety | Kobiety | Mężczyźni | Mężczyźni |
| jednostka                                 | osób   | %      | osób    | %       | osób      | %         |
| populacja                                 | 16784  | 100    | 8428    | 50,2    | 8356      | 49,8      |
| gęstość zaludnienia                       | 530    | 530    | 266     | 266     | 264       | 264       |

| wykształcenie dane z Narodowego Spisu Powszechnego 2002 |      |            |          |         |        |
|                                                         | brak | podstawowe | zawodowe | średnie | wyższe |
| osób                                                    | 353  | 3927       | 4769     | 3158    | 619    |
| kobiet                                                  | 190  | 2372       | 1825     | 1743    | 344    |
| mężczyzn                                                | 163  | 1555       | 2944     | 1415    | 275    |

Lędziny liczą ponad 16 tys. mieszkańców i plasują się pod tym względem na 276. miejscu wśród miast Polski oraz na 42. miejscu wśród miast województwa śląskiego.
Wykres liczby ludności miasta Lędziny na przestrzeni lat:
|  |

Według danych z 2015 w Lędzinach na 100 mężczyzn przypadało 101 kobiet.
Struktura płci i wieku mieszkańców Lędzin według danych z 31 grudnia 2015:
|  |

## Historia

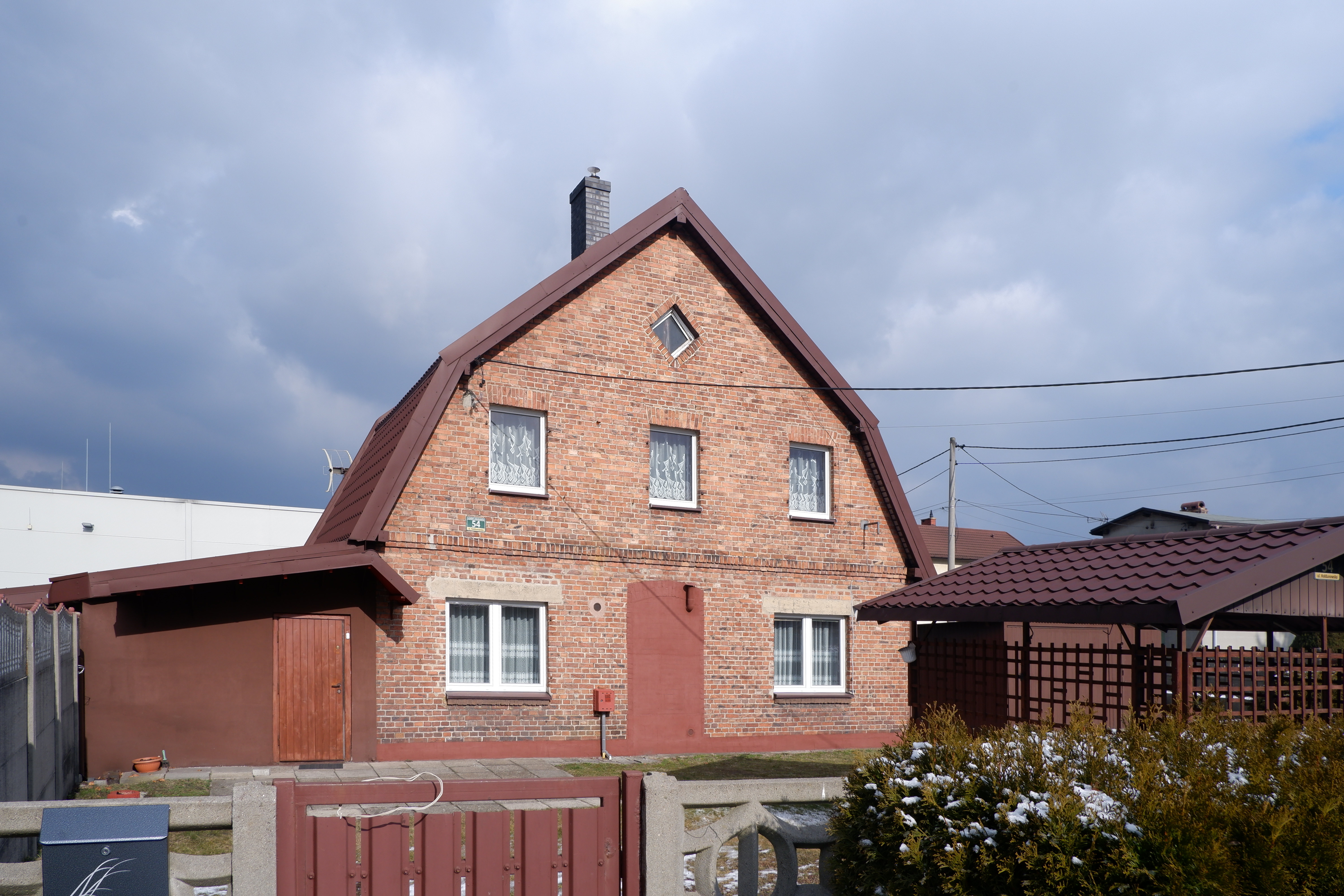
Historyczny dom w Hołdunowie

Istnieją świadectwa penetracji przez człowieka terenu obecnych Lędzin już w epoce brązu. Archeolodzy wykopali na terenie miasta fragmenty naczyń z okresu kultury łużyckiej. W okresie przedchrześcijańskim w granicach obecnego miasta miejsce kultu słowiańskiego na wzgórzu Klimont, zwanym niegdyś „Piorunową Górką” (obecnie w tym miejscu stoi katolicki kościół św. Klemensa). Miejscowość wspomniana przez Jana Długosza, w 1160 stanowiła własność rycerza Jaksy z Miechowa, który przekazał ją Benedyktynom. W 1327 Lędziny przeszły pod panowanie Czech. W 1742 Lędziny znalazły się w granicach państwa pruskiego.
Teren walk z Niemcami w okresie powstań śląskich, szczególnie zaciętych podczas II powstania śląskiego w 1920. Od 1922 ponownie w granicach Polski. W czasie okupacji hitlerowskiej na terenie Lędzin istniały podobozy obozu koncentracyjnego Auschwitz: w latach 1943–1945 Fürstengrube (w Ławkach, obecnie dzielnicy Mysłowic) oraz w latach 1944–1945 Günthergrube.
Po wojnie nastąpił rozwój górnictwa i wzrost liczby mieszkańców. W latach 1945–1951 siedziba gminy Lędziny, a 1951–1954 gminy Hołdunów. W latach 1954–1956 wieś należała i była siedzibą władz gromady Lędziny, przekształconej w 1957 na osiedle. 31 grudnia 1961 do osiedla Lędziny włączono osiedle Hołdunów. 1 stycznia 1966 osiedle Lędziny otrzymało prawa miejskie, a 27 maja 1975 miasto włączono do Tychów. 2 kwietnia 1991 Lędziny odzyskały samodzielność jako odrębne miasto. W 1999 Lędziny trafiły do powiatu tyskiego w województwie śląskim, a od 2002 należą do powiatu bieruńsko-lędzińskiego tamże.
W 1972 Lędziny zostały odznaczone Krzyżem Partyzanckim.

### Nazwa
Nazwa Lędziny prawdopodobnie pochodzi od starosłowiańskich słów lędo lub lędzina, które oznaczały ziemię ugorną, nieporośniętą lasem. Niegdyś lędzinami zwano wzgórza bez drzew albo polany pośród lasów. 
Dnia 28 maja 1260 w łacińskim dokumencie Władysława opolskiego wydanym w Raciborzu miejscowość wymieniona jest jako wieś villa Lenzini.
Miejscowość została wzmiankowana w spisie świętopietrza parafii dekanatu Oświęcim diecezji krakowskiej z 1326 pod nazwą Lensin.
Nazwę miejscowości w zlatynizowanej staropolskiej formie Lyendzini oraz Landzyny wymienia w latach 1470–1480 Jan Długosz w księdze Liber beneficiorum dioecesis Cracoviensis.
W dokumencie sprzedaży dóbr pszczyńskich wystawionym przez Kazimierza II cieszyńskiego w języku czeskim we Frysztacie w dniu 21 lutego 1517 miejscowość została wymieniona jako Lendiny.

## Zabytki

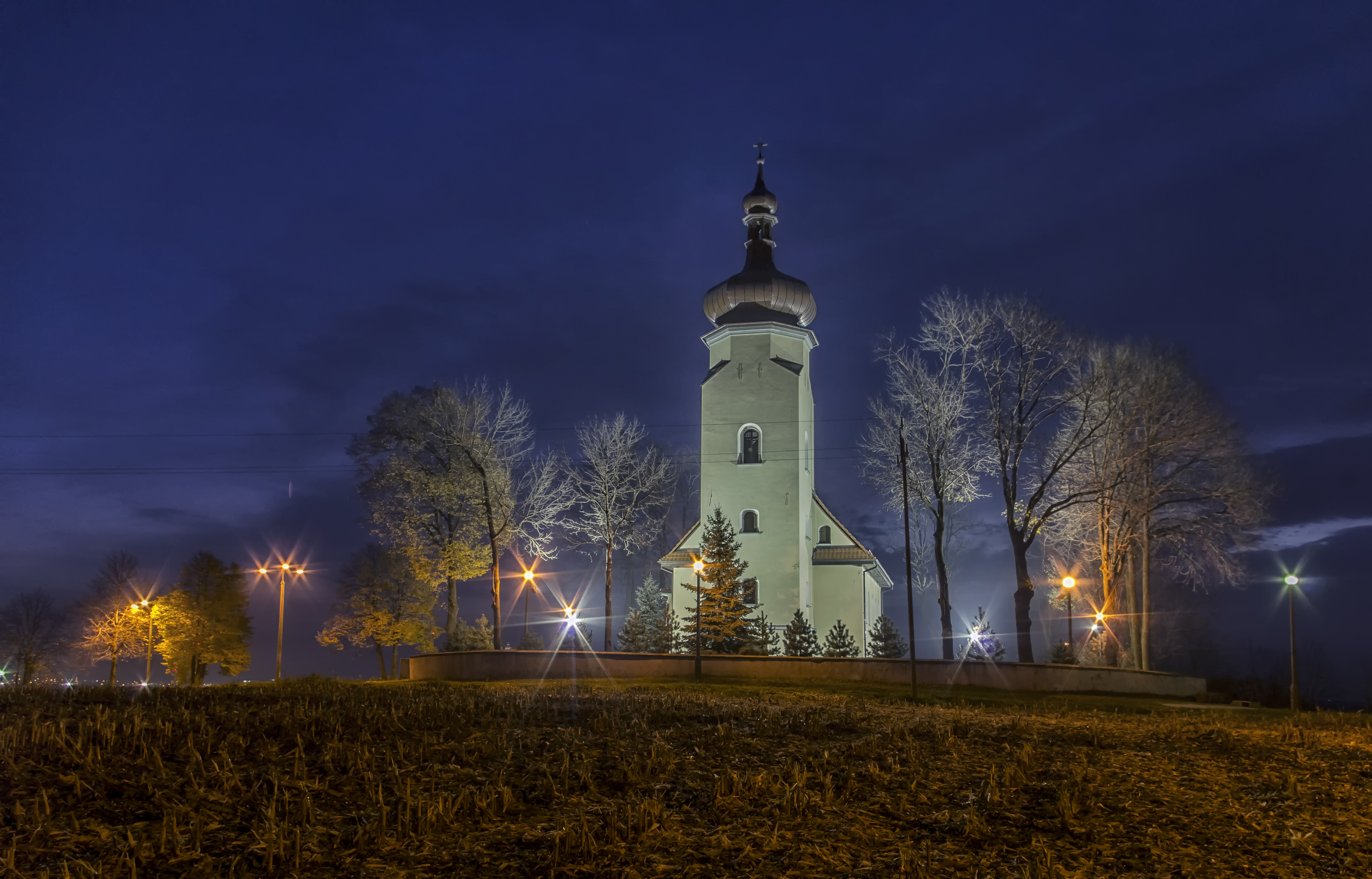
Kościół św. Klemensa nocą

W mieście znajdują się następujące obiekty wpisane do rejestru zabytków:
- kościół św. Klemensa z lat 1769–1772 (nr rej.: 574/59 z 10.12.1958, 677/66 z 28.05.1966[24] oraz A/691/2020 z 10.09.2020[25])
- budynek plebanii z 1788 – obecnie siedziba Miejskiej Biblioteki Publicznej (nr rej.: 678/66 z 28.05.1966[24] oraz A/859/2021 z 28.07.2021[26])
- kostnica na cmentarzu ewangelickim z 1797 (nr rej.: 717/66 z 15.06.1966[24] oraz A/688/2020 z 20.08.2020[27])
- budynek domu gminy protestanckiej z XIX wieku (nr rej.: 718/66 z 15.06.1966[24])
- klasztor sióstr Boromeuszek z 1905 (nr rej.: A/1253/23 z 31.08.2023[28])
- dom przy ulicy Gwarków 6 z XIX wieku – nie istnieje (nr rej.: 719/66 z 15.06.1966[24])
- dom przy ulicy Gwarków 8 z XIX wieku – nie istnieje (nr rej.: 720/66 z 15.06.1966[24])

W Lędzinach znajdują się też inne obiekty – które, mimo że nie widnieją w rejestrze zabytków – pełnią funkcję historyczną. Są to m.in.:
- dzwon z około 1540 znajdujący się na placu Farskim[29]
- budynek „owczarni” datowany na 1629[30][31]
- kaplica z końca XVIII wieku znajdująca się pod wzgórzem Klimont[31]
- kaplica z końca XVIII wieku znajdująca się przy ulicy Sobieskiego[31]
- budynek ewangelickiego domu parafialnego z 1778 lub 1779 – obecnie siedziba Miejskiego Ośrodka Kultury
- figura św. Jana Nepomucena z 1885 znajdująca się przy ulicy Lędzińskiej

## Kultura

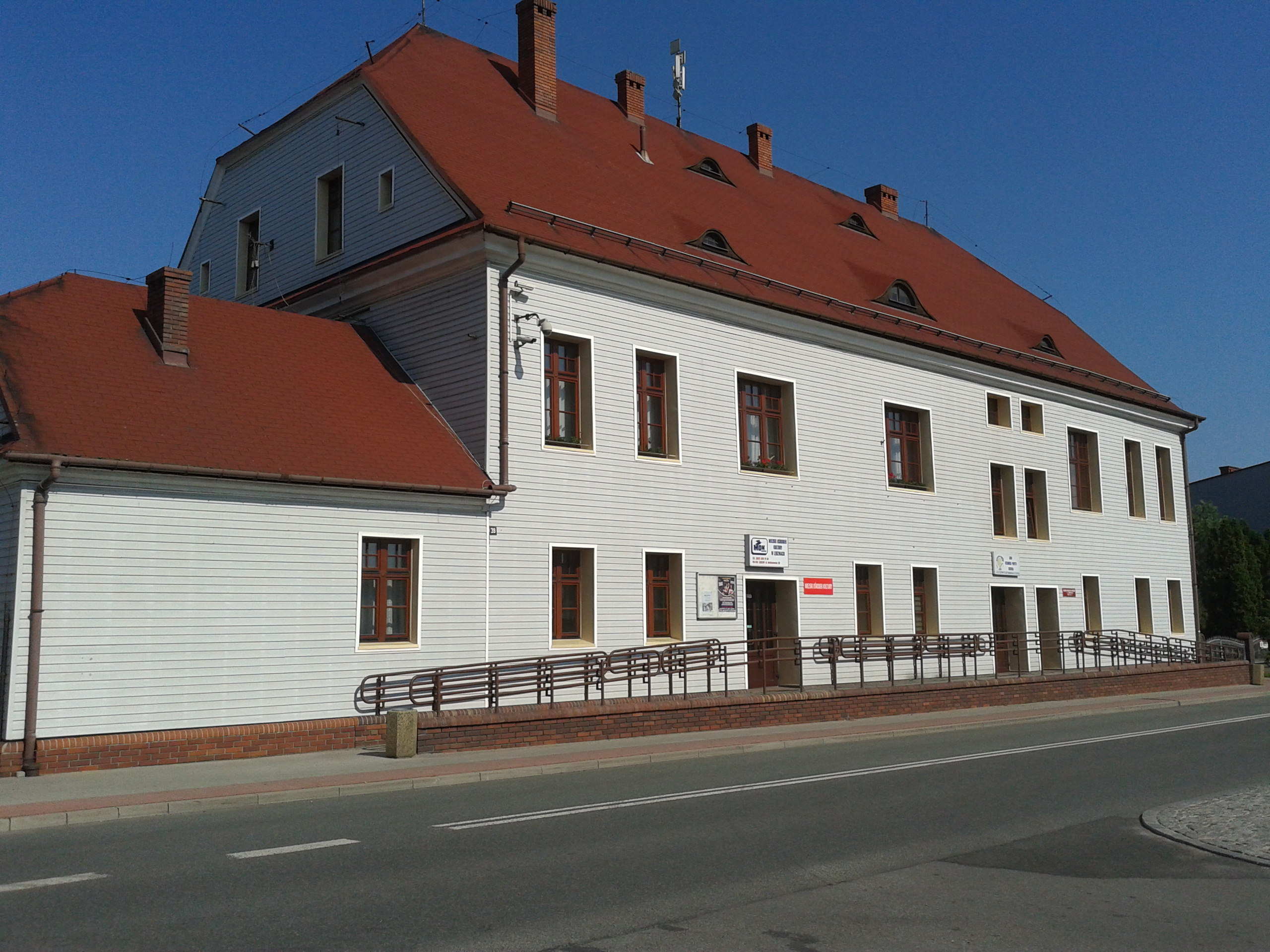
Miejski Ośrodek Kultury

Instytucjami kultury w mieście są: Miejski Ośrodek Kultury oraz Miejska Biblioteka Publiczna. W Lędzinach działa także Powiatowa Biblioteka Publiczna.

## Edukacja

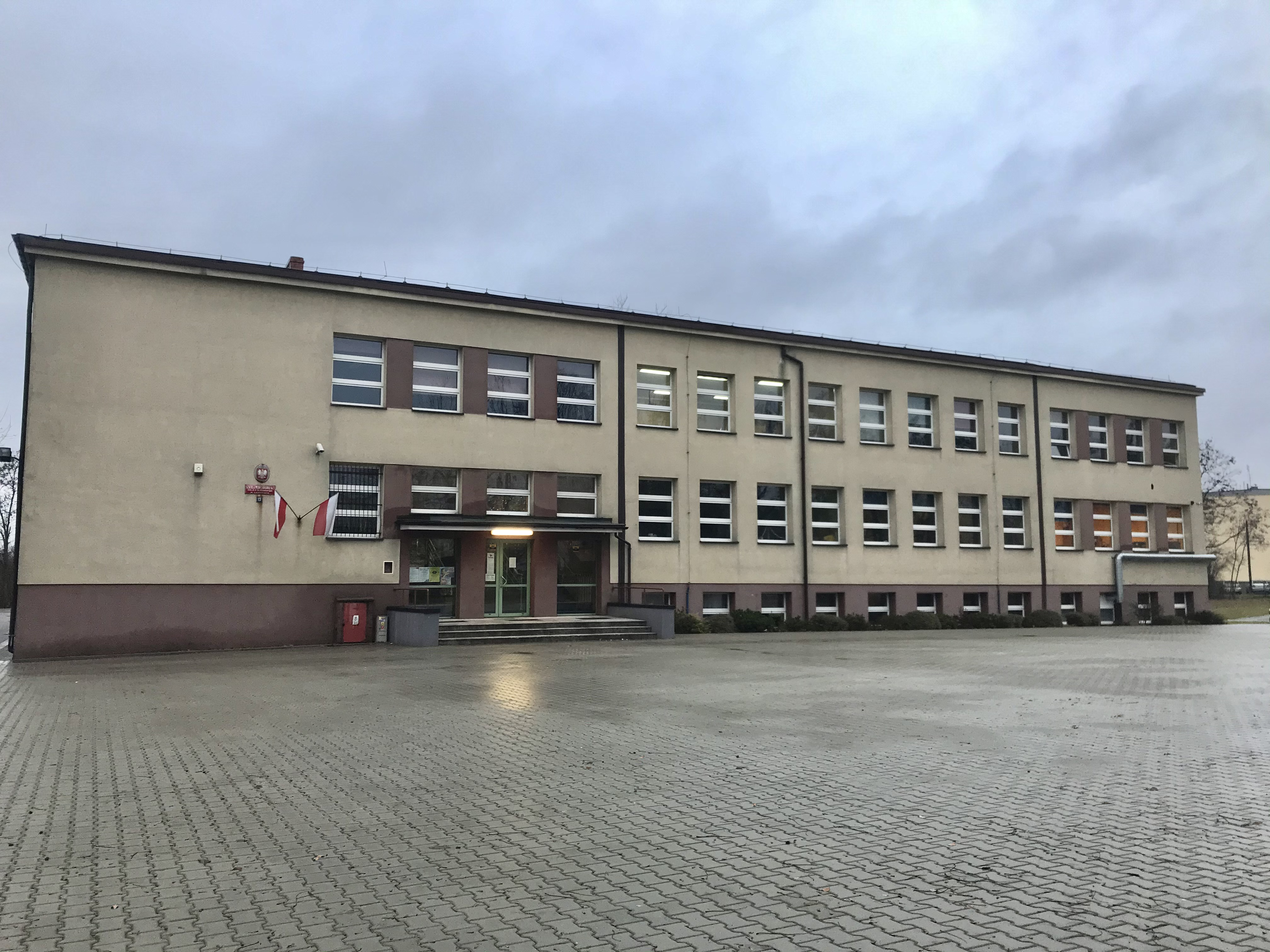
Szkoła Podstawowa nr 3

W mieście funkcjonuje żłobek, trzy publiczne przedszkola, cztery szkoły podstawowe oraz Powiatowy Zespół Szkół (w skład którego wchodzą: branżowa szkoła I stopnia, technikum młodzieżowe i szkoła policealna).

## Wspólnoty wyznaniowe

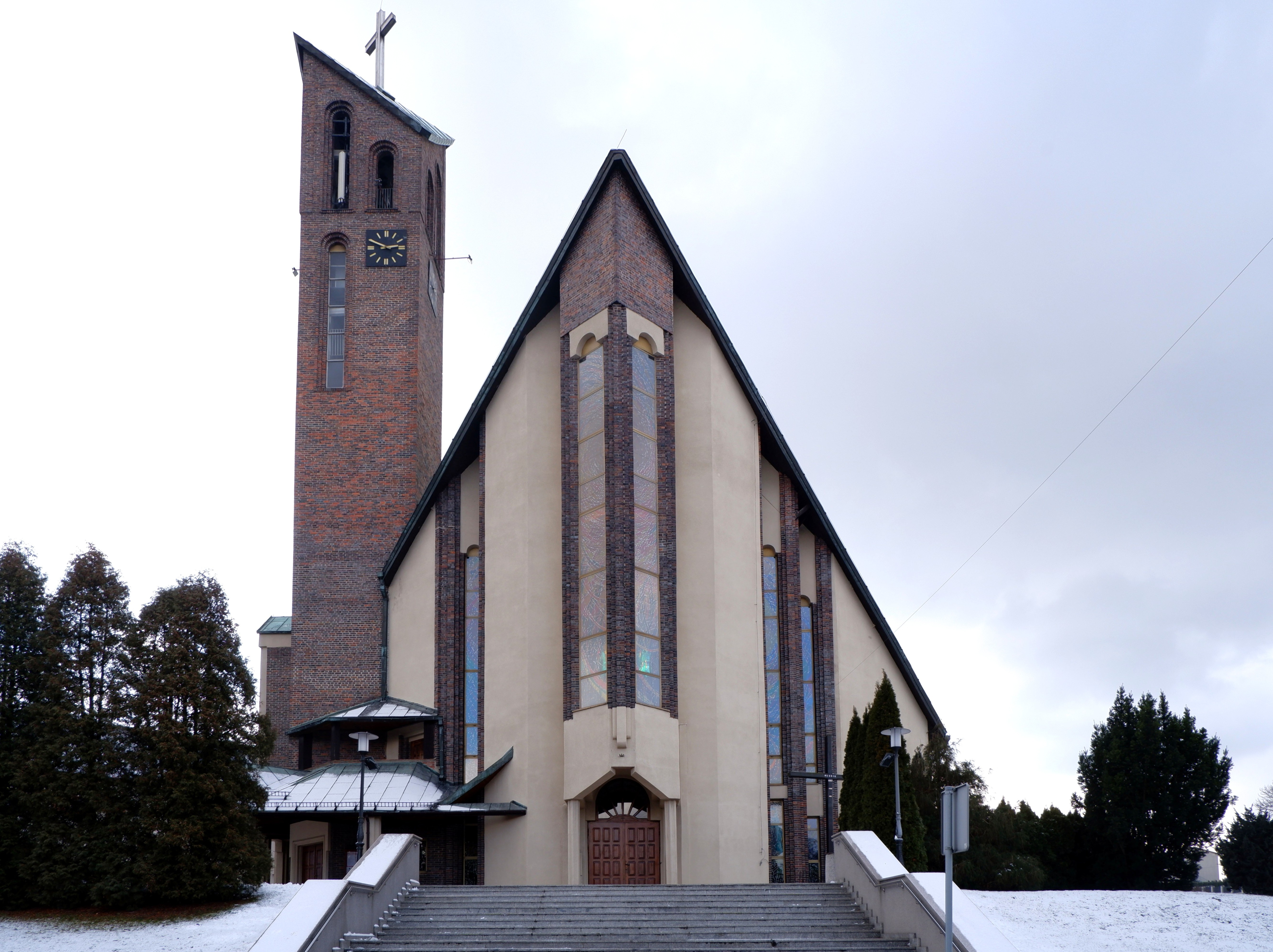
Kościół św. Anny

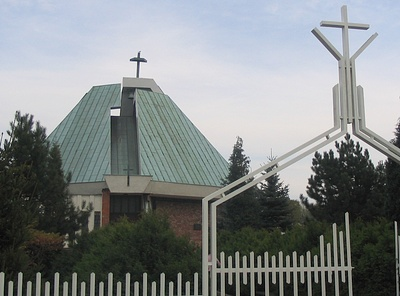
Kościół ewangelicko-augsburski

Na terenie Lędzin działalność religijną prowadzą następujące Kościoły i związki wyznaniowe:
- Kościół rzymskokatolicki (dekanat Lędziny):
  - parafia św. Anny
  - parafia św. Apostołów Piotra i Pawła
  - parafia Chrystusa Króla
  - parafia św. Klemensa
  - parafia Matki Bożej Różańcowej
  - parafia Wniebowzięcia NMP
- Kościół Ewangelicko-Augsburski w RP:
  - parafia Św. Trójcy
- Świadkowie Jehowy (Sala Królestwa Tychy)[38][39]:
  - zbór Lędziny-Hołdunów
  - zbór Lędziny-Ziemowit

## Gospodarka

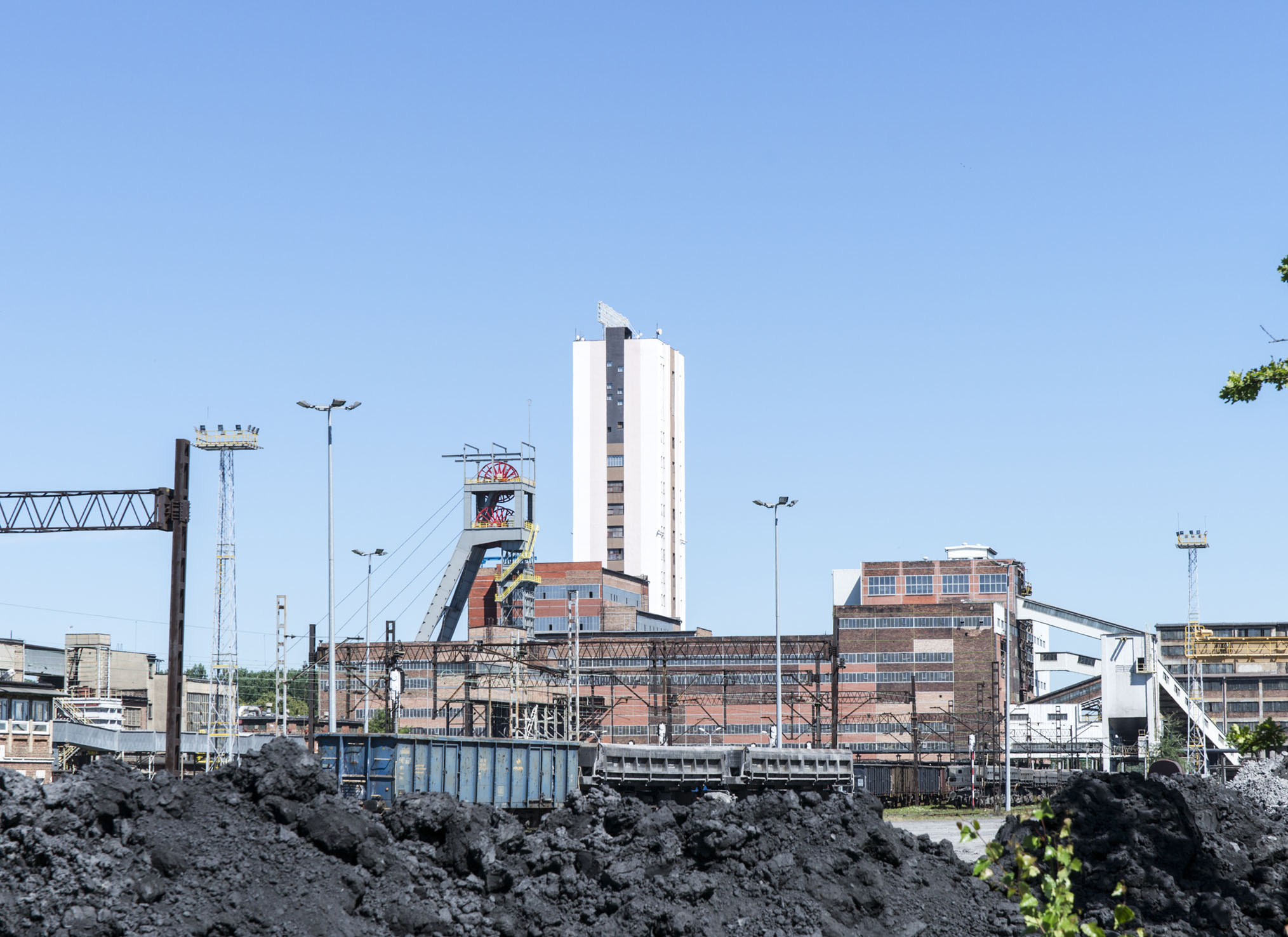
KWK Piast-Ziemowit – ruch Ziemowit

### Bezrobocie
W 2015 stopa bezrobocia zarejestrowanych w liczbie ludności w wieku produkcyjnym w mieście wynosiła 2,9%.

### Przemysł
W Lędzinach znajduje się kilkadziesiąt zakładów przemysłowych. Wśród nich najważniejszą rolę odgrywa KWK Ziemowit (obecnie działająca jako ruch KWK Piast-Ziemowit). W wyniku restrukturyzacji górnictwa liczba zatrudnionych w kopalni stale maleje, mimo to jest to zakład zatrudniający nadal największą liczbę osób z miasta i nie tylko.

### Handel
Lędziny posiadają własne targowisko miejskie. Na terenie miasta działa kilka sklepów sieciowych.

### Rolnictwo
W 2005 na terenie Lędzin powierzchnia użytków rolnych wynosiła 1855 ha – w tym 1139 ha gruntów ornych, 17 ha sadów, 557 ha łąk i 142 ha pastwisk.

## Transport

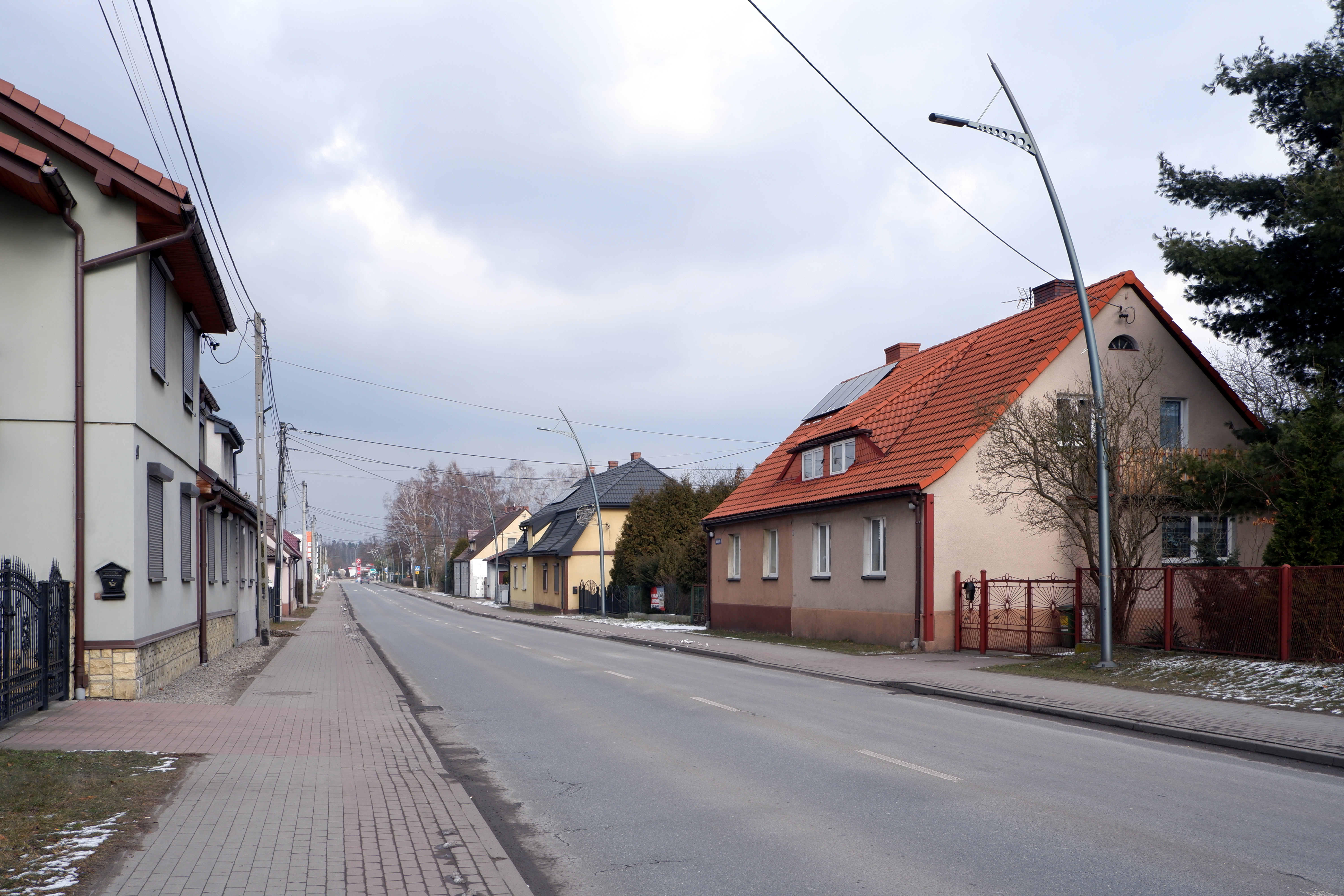
Ulica Hołdunowska – jedna z głównych dróg w mieście

### Transport drogowy
Przez północną część miasta przebiega droga krajowa nr 1, umożliwiająca połączenia w kierunkach: Bielsko-Biała – Cieszyn oraz Kraków – Warszawa – Gdańsk. Istnieją także połączenia drogowe z pozostałymi miastami konurbacji górnośląskiej – głównie Katowicami, Tychami, czy Mysłowicami.

### Transport autobusowy
Na terenie Lędzin autobusowym przewozem zajmuje się Zarząd Transportu Metropolitalnego.

### Transport kolejowy

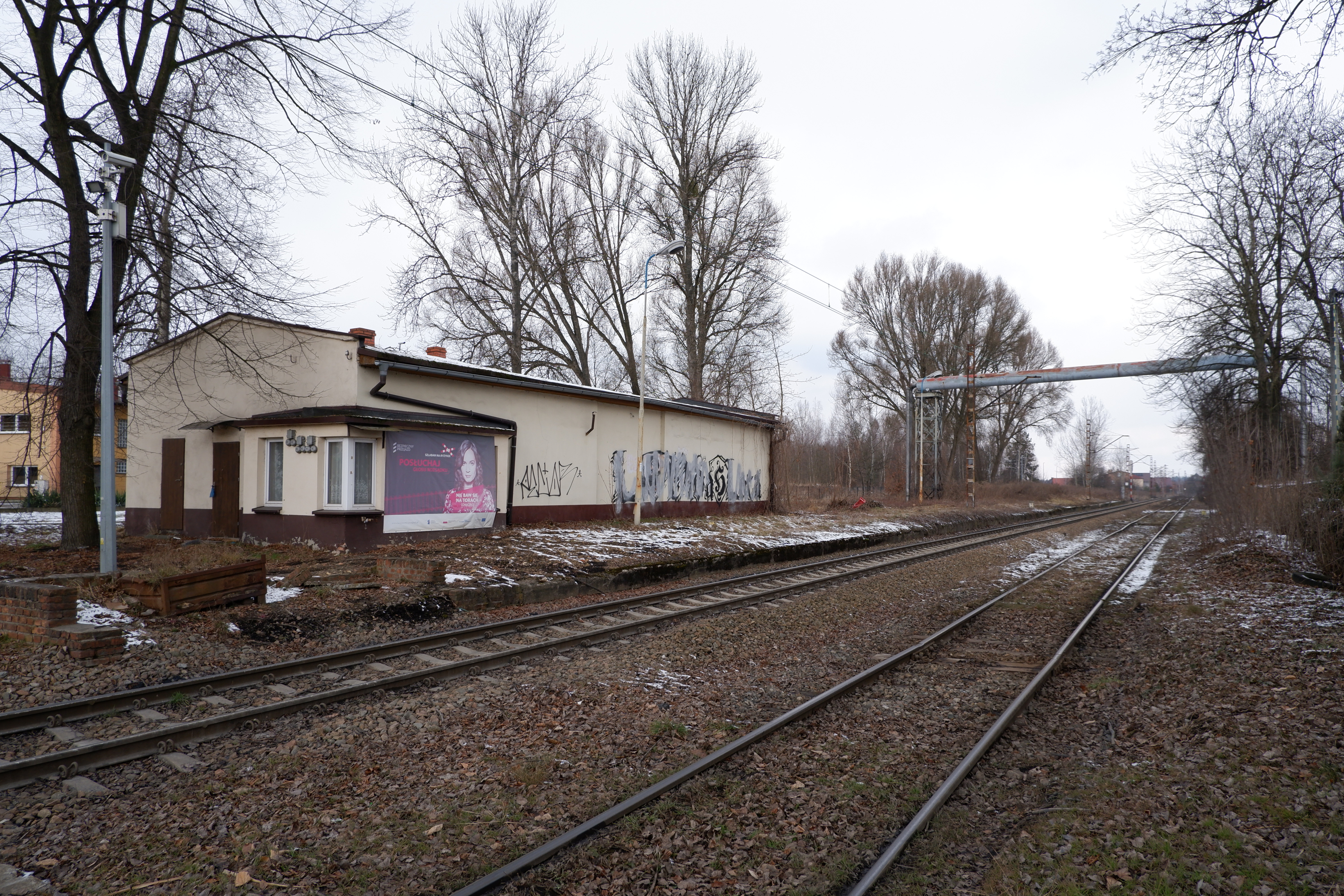
Dawna stacja Lędziny Hołdunów

Przez Lędziny przechodzi linia kolejowa nr 179 biegnąca do Tychów i Mysłowic.

### Transport lotniczy
| Najbliższe lotniska międzynarodowe | Najbliższe lotniska międzynarodowe | Najbliższe lotniska międzynarodowe |
|                                    | lotnisko                           | odległość w km                     |
| ---------------------------------- | ---------------------------------- | ---------------------------------- |
| 1                                  | Pyrzowice                          | 37                                 |
| 2                                  | Balice                             | 49                                 |

## Polityka

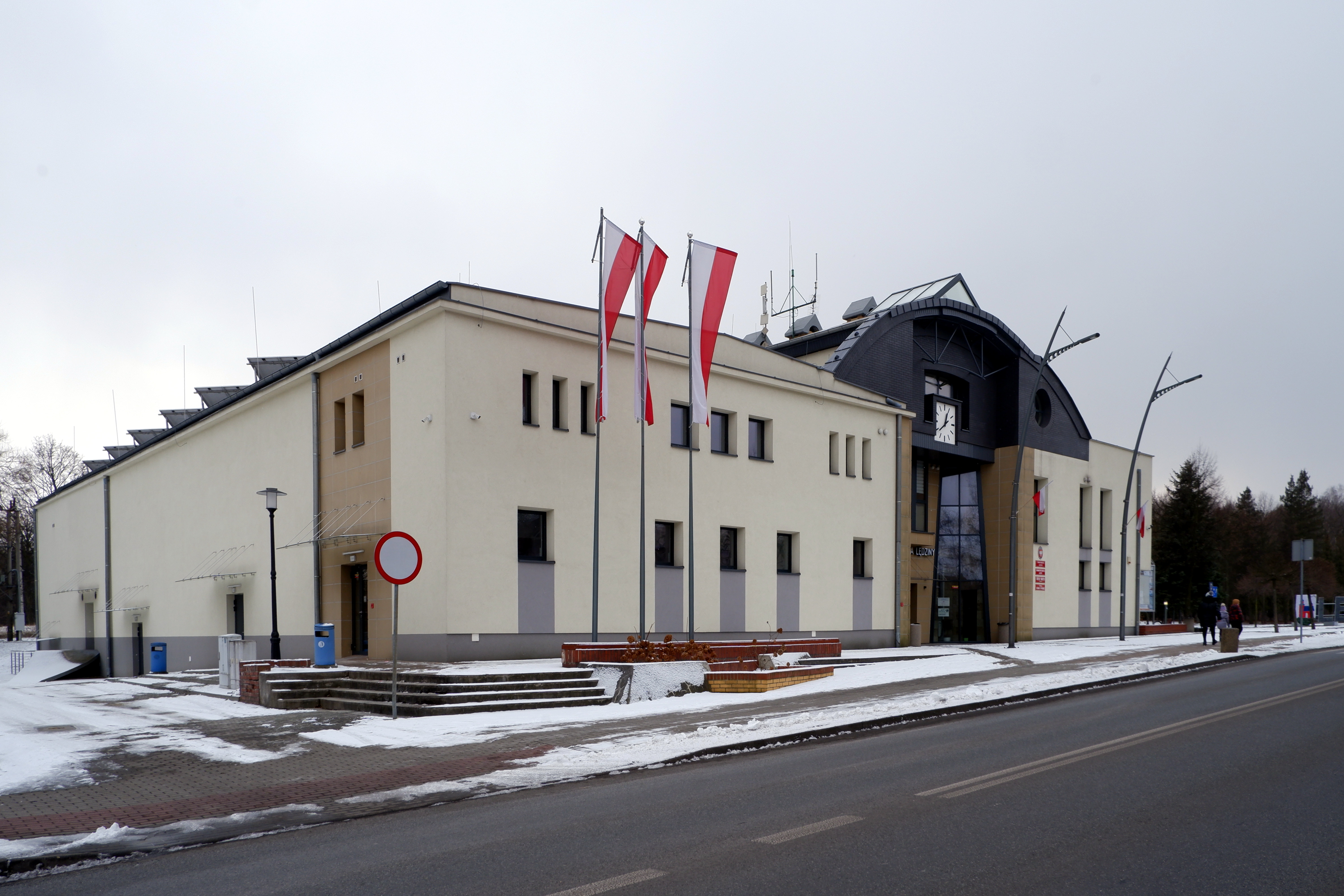
Urząd Miasta

### Burmistrz
Obecnym burmistrzem miasta jest Marcin Majer, który otrzymał 67,85% głosów w II turze wyborów samorządowych w 2024.
| Burmistrzowie Lędzin od 1991 | Burmistrzowie Lędzin od 1991 | Burmistrzowie Lędzin od 1991 |
| Imię i nazwisko              | Lata                         |                              |
| ---------------------------- | ---------------------------- | ---------------------------- |
| Władysław Trzciński          | 1991–1994; 2002–2006         |                              |
| Mariusz Żołna                | 1994–2002                    |                              |
| Wiesław Stambrowski          | 2006–2014                    |                              |
| Krystyna Wróbel              | 2014–2024                    |                              |
| Marcin Majer                 | od 2024                      |                              |

### Rada Miasta
Rada Miasta jest organem stanowiącym i kontrolnym w mieście. Aktualnie liczy piętnastu radnych, którzy wybierani są w wyborach bezpośrednich. Rada Miasta działa na sesjach, poprzez swoje komisje oraz poprzez burmistrza wykonującego jej uchwały.

### Miasta partnerskie
| Miasta partnerskie Lędzin | Miasta partnerskie Lędzin | Miasta partnerskie Lędzin |
| Miasto                    | Państwo                   | Rok rozpoczęcia           |
| ------------------------- | ------------------------- | ------------------------- |
| Uničov                    | Czechy                    | 2006                      |
| Revúca                    | Słowacja                  | 2008                      |
| Roccagorga                | Włochy                    | 2008                      |

## Prasa lokalna
W Lędzinach wydawana jest przez Urząd Miasta gazeta lokalna.

## Sport i rekreacja

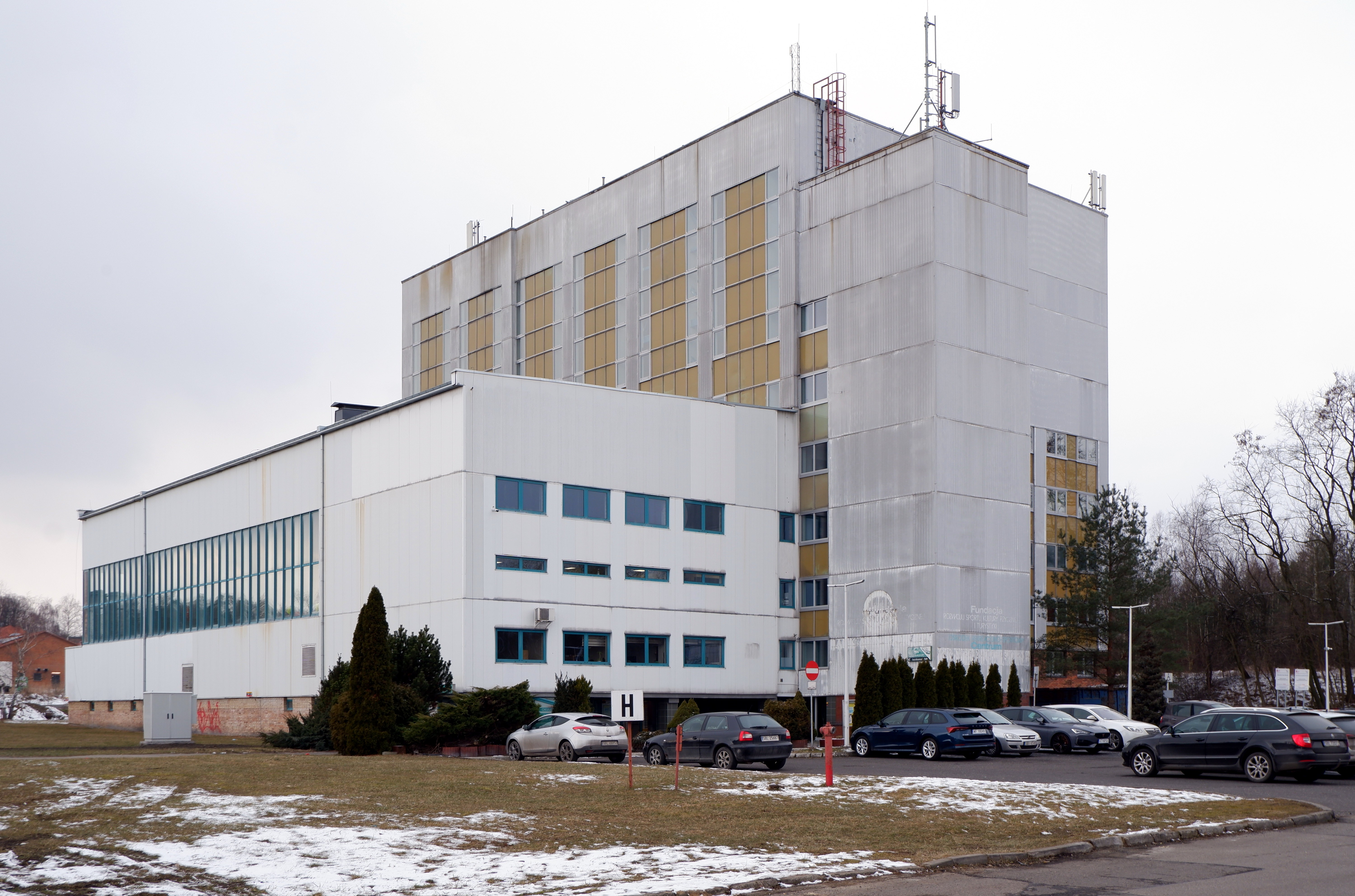
Ośrodek rekreacyjno-sportowy „Centrum”

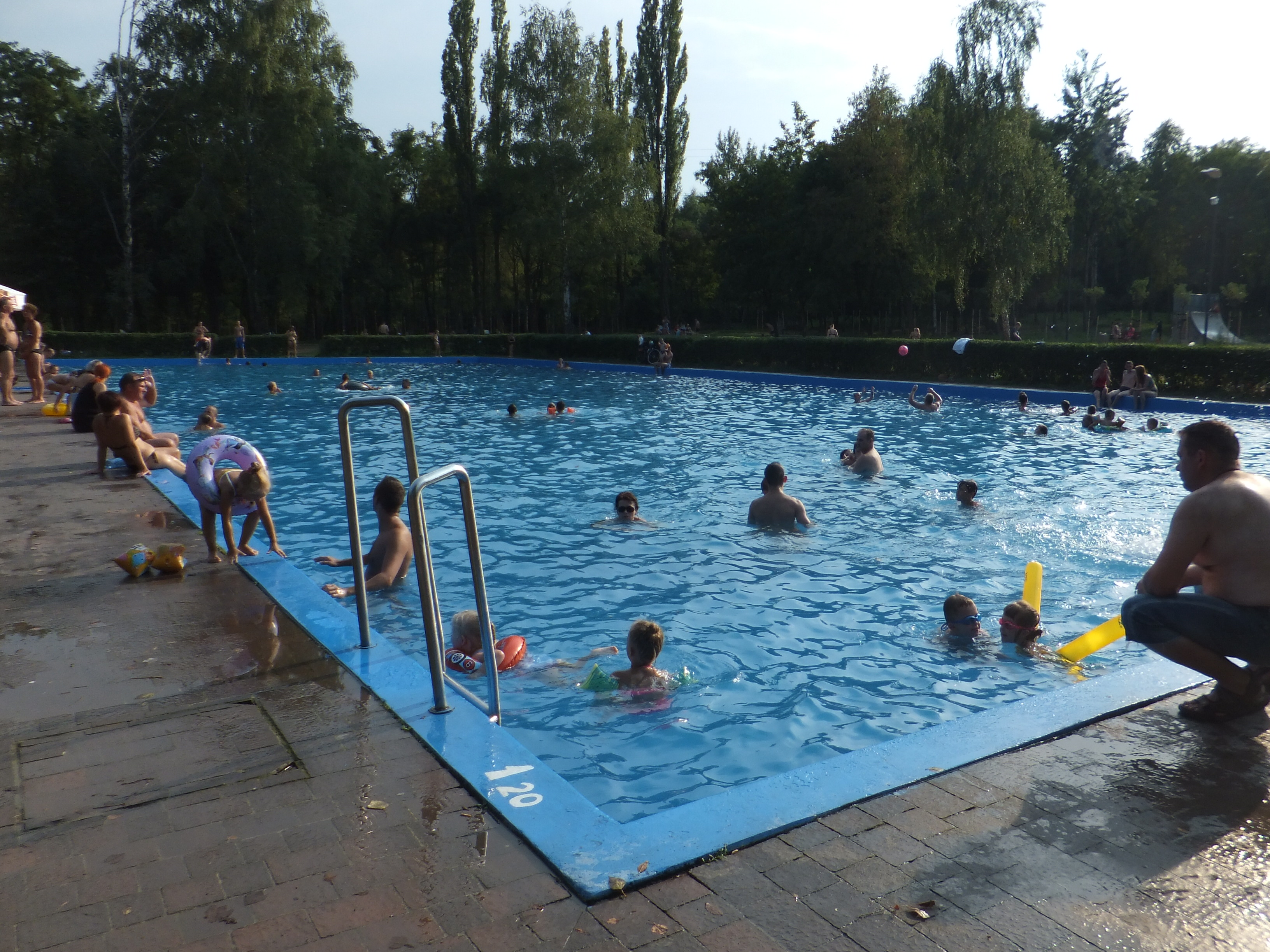
Basen w ośrodku „Zalew”

### Obiekty sportowe
- Stadion Miejski
- Ośrodek rekreacyjno-sportowy „Centrum”[53]:
  - basen kryty
  - sala kulturystyczna
  - sala tenisa stołowego
  - hala sportowa
- Ośrodek rekreacyjno-sportowy „Zalew”[54]:
  - basen odkryty
  - skatepark
  - korty do tenisa ziemnego
- kompleks boisk sportowych „Orlik” przy Powiatowym Zespole Szkół[55]
- siłownie zewnętrzne

### Kluby i organizacje sportowe
- MKS Lędziny – piłka nożna
- Akademia Sportu KSB Lędziny – piłka nożna
- Klub Tenisa Stołowego Lędziny – tenis stołowy
- Uczniowski Klub Sportowy „Orka” – pływanie
- Klub Szachowy Górnik Lędziny – szachy
- Klub Skatowy OSP Lędziny – skat
- Polski Związek Wędkarski – Koło Nr 32 – wędkarstwo
- Klub Żeglarski „Ziemowit” – żeglarstwo

## Turystyka

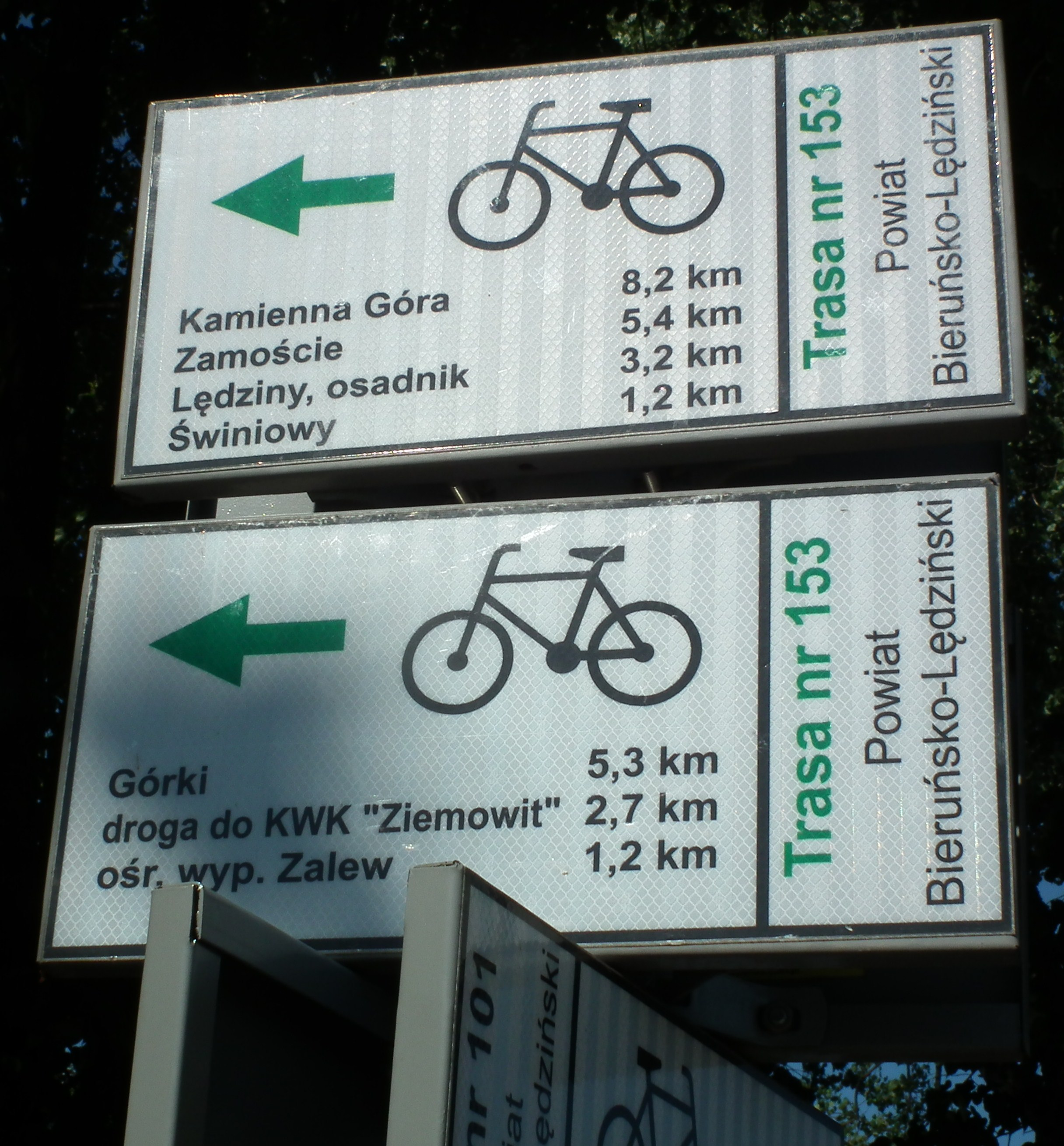
Oznakowanie trasy rowerowej nr 153

### Szlaki turystyczne
Szlaki piesze
- Szlak Krawędziowy GOP: Gliwice – Przyszowice – Chudów – Paniówki – Borowa Wieś – Ruda Śląska – Mikołów – Tychy – Lędziny – Chełm Śląski – Chełmek (78 km, w tym 11 km na terenie Lędzin)[56]
- Szlak im. ks. Jana Kudery: Mysłowice – Imielin – Chełm Śląski – Lędziny – Bieruń (21,5 km, w tym 9 km na terenie Lędzin)[56]
- Szlak Hołdunowski: Katowice – Mysłowice – Lędziny – Imielin – Mysłowice – Jaworzno (24,1 km, w tym 6 km na terenie Lędzin)[56]

Szlaki rowerowe
- Trasa czerwona nr 151: Lędziny – Bieruń – Bojszowy – Jedlina (14,9 km, w tym 3 km na terenie Lędzin)[57]
- Trasa zielona nr 153: Lędziny (10,6 km – w całości na terenie Lędzin)[58]
- Trasa czarna nr 101: Katowice – Lędziny (24,1 km, w tym 5,3 km na terenie Lędzin)[59]

### Baza noclegowa
W Lędzinach znajduje się jeden hotel dwugwiazdkowy (2015).

## Honorowi obywatele oraz zasłużeni dla miasta
Miasto posiada dwunastu honorowych obywateli:
- Andrzej Naczyński (od 22 marca 2001) – były dyrektor KWK Ziemowit
- płk. Jerzy Szewełło (od 22 marca 2001) – żołnierz, który w okresie stanu wojennego stanął po stronie strajkujących górników w KWK Ziemowit
- Franciszek Serafin (od 22 marca 2001) – autor i redaktor wielu książek i opracowań poświęconych m.in. Tychom i okolicom
- Antoni Piszczek (od 22 listopada 2001) – były dyrektor KWK Ziemowit
- Wiktor Zin (od 27 kwietnia 2006) – architekt, który prowadził prace wykopaliskowe na wzgórzu Klimont
- ks. Tadeusz Orszulik (od 27 kwietnia 2006) – były proboszcz parafii św. Klemensa
- ks. Józef Przybyła (od 3 czerwca 2008) – były proboszcz parafii Chrystusa Króla
- Rafał Bula (od 28 kwietnia 2011[62]) – autor wielu publikacji i książek historycznych na temat Lędzin
- Irena Gajer (od 28 kwietnia 2011[62]) – była skarbnik miasta
- Jan Raszka (od 28 kwietnia 2011[62]) – były przewodniczący Rady Miasta
- Władysław Trzciński (od 15 kwietnia 2016[63]) – były burmistrz miasta
- Jan Górski (od 15 kwietnia 2016[63]) – były dyrektor Szkoły Podstawowej nr 3

Miasto nadawało od marca 2001 do października 2006 tytuł „Zasłużony dla miasta Lędziny”, którym zostali uhonorowani:
- Sylwester Łakota
- ks. Józef Przybyła
- Klemens Ścierski
- Mariusz Żołna
- Helena Szabrańska